# دنی کولز
دنی کولز (انگلیسی: Danny Coles؛ زادهٔ ۳۱ اکتبر ۱۹۸۱) بازیکن فوتبال اهل بریتانیا است.
از باشگاه‌هایی که در آن بازی کرده‌است می‌توان به باشگاه فوتبال هال سیتی، باشگاه فوتبال هارتل پول یونایتد، باشگاه فوتبال بریستول راورز، باشگاه فوتبال اکستر سیتی، باشگاه فوتبال بریستول سیتی، و باشگاه فوتبال فارست گرین راورز اشاره کرد.